# Nofernoferuaton
A további hasonló nevű személyeket lásd itt: Nofernoferuaton (egyértelműsítő lap).
Nofernoferuaton, uralkodói nevén Anhetheperuré az ókori egyiptomi XVIII. dinasztia egyik fáraója; társuralkodó Ehnaton mellett. Pontos személyazonossága nem tisztázott, valószínűleg Ehnaton egyik lányával azonos, de van, aki Nofertitivel azonosítja.

## Személye
Mivel uralkodói neve, az Anhetheperuré majdnem teljesen megegyezik Szemenhkaré fáraó uralkodói nevével, az Anhheperuréval (tulajdonképpen annak nőnemű változata), sokáig egynek tartották a két személyt, és mivel a Nofernoferuaton név Nofertiti királyné egyik neve, feltételezték, hogy Nofertiti uralkodott Szemenhkaré néven.
Henri Gauthier már 1912-ben felvetette, hogy a Nofernoferuaton néven említett társuralkodó Nofertitivel azonos, akiről Nofernoferuaton feltűnése után nincs több említés. Később is többen – például John R. Harris és Julia Samson – tartották úgy, hogy mind a Nofernoferuaton, mint a Szemenhkaré nevet Nofertiti viselte, de az elterjedtebb elmélet szerint Szemenhkaré a királyi család egy addig ismeretlen férfi tagja volt. Mellette Ehnaton és Nofertiti legidősebb leánya, Meritaton töltötte be a királynéi szerepet; amennyiben anyja volt a társuralkodó, úgy csak szimbolikusan. Ennek ellentmond az, hogy Meritatonnak született egy lánya, Meritaton Ta-serit; az ellentmondást azzal próbálták feloldani, hogy a hercegnő előbb Ehnatonhoz ment hozzá, akitől a gyermek született, majd később társuralkodóvá vált anyja mellett töltötte be a királynéi funkciót. Nem bizonyos azonban még az sem, hogy Meritaton ta-serit valóban Meritaton lánya volt, vagy hogy létezett-e egyáltalán, alakja ugyanis csak olyan képeken fordul elő, melyeket Kia ábrázolásairól alakítottak át Meritatonéra.
Mára a Szemenhkarét és Nofernoferuatont azonosító elmélet a legtöbb egyiptológus szemében megdőlt, és bebizonyították, hogy különböző személyek, mivel utóbbinak a neve után gyakran kifejezetten nőnemű jelzők állnak, például „férje számára hasznos”, Szemenhkaré pedig nagy valószínűséggel a KV55-ös sírban talált, korábban Ehnatonnak tulajdonított múmia, ami minden kétséget kizáróan férfié. Még nem tudni azonban, az amarnai királyi család melyik nőtagjával azonos Nofernoferuaton. Nicholas Reeves azonban nem tartja meggyőzőnek a két személy szétválasztását, és rámutat, hogy a KV55-ös múmiát nem köti elegendő bizonyíték Ehnatonhoz.
A feltételezésnek, mely szerint Nofertiti királyné lépett trónra Nofernoferuaton néven, ellentmond az is, hogy egy usébtijének felirata alapján nem fáraóként, hanem királynéként halt meg. A szobrocska azonban nem biztos, hogy usébti, egy értelmezés szerint inkább áldozati ajándék, amely még adományozója életében készült, hasonlóan Tije királyné kis alabástromszobraihoz, melyeket III. Amenhotep uralkodásának első felében készítettek.
Manethón királylistáján Ehnatont, akit Manethón Orus néven említ, „leánya, Akenkheresz” követi a trónon, őutána pedig testvére, „Rathotisz” következik. (Az Akenkheresz név nyilvánvalóan az Anhetheperuré görögös változata, a Rathotisz pedig a Nebheperuré Tutanhamon névből ered, és uralkodásának a Manethón által megadott hossza – 9 év – is nagyjából megegyezik Tutanhamon uralkodásának hosszával).
Amennyiben nem Nofertitiről van szó, úgy Nofernoferuaton Ehnaton valamelyik leánya, Tutanhamon féltestvére lehetett, amint azt Manethón feljegyzése is megerősíti. Az egyik jelölt  Meritaton, aki feltűnik Szemenhkaré feleségeként is. Egy másik jelölt Ehnaton és Nofertiti negyedik lánya, Nofernoferuaton Ta-serit, aki születésétől fogva viselte a Nofernoferuaton nevet. James Allen feltételezése szerint Ehnaton feleségül vette és társuralkodóvá tette ezt a lányát; hogy miért őt, amikor két idősebb lánya is volt – Meritaton és Anheszenpaaton –, azt azzal magyarázza, hogy Ehnaton talán azt várta, Nofernoferuaton Ta-serittől fia születhet, miután Meritatontól és Anheszenpaatontól csak lányai lettek. Nem bizonyított azonban, hogy Ehnaton bármelyik lányát is feleségül vette volna (Meritaton Ta-serit és Anheszenpaaton Ta-serit nem biztos, hogy az ő lányai Meritatontól és Anheszenpaatontól), és az sem feltételezhető teljes bizonyossággal, hogy Nofernoferuaton Ta-serit elérte már a szülőképes kort Ehnaton halála előtt (mivel mind a hat hercegnő már Ehnaton trónra lépése után született, a negyedik lány legfeljebb tizenhárom éves lehetett Ehnaton uralkodása végén).

## Uralkodása
Nem tudni pontosan, Szemenhkaré uralkodása megelőzte vagy követte a Nofernoferuatonét; elképzelhető, hogy Ehnatont közvetlenül lánya követte a trónon, ahogy azt Manethón írta, és őt követte Szemenhkaré, de az is előfordulhat, hogy előbb Szemenhkaré uralkodott, és őt követte Meritaton. Szemenhkaré egyetlen feljegyzett uralkodói éve az első év, amit egy boroskorsóra írva találtak. Nofernoferuaton legmagasabb feljegyzett uralkodói éve a 3., ez Páiri thébai sírjában (TT139) egy falfirkán található. Páiri Ámon papja volt, a sírjában talált felirat azt mutatja, már valószínűleg zajlott a kiegyezés Ámon papságával.
Elképzelhető, hogy azonos a hettita évkönyvekben Dahamunzu néven említett özvegy királynéval, aki I. Suppiluliuma hettita király fiát kérte férjéül.